# Skandinavienkai
Skandinavienkai är en av de fem terminalerna i Lübecks hamn. Terminalen ligger i Travemünde, längs floden Trave, och drivs av Lübecker Hafen-Gesellschaft. Terminalen täcker ett område på 650 000 m2 och har ett djup på mer än 9,5 meter. Terminalen är specialiserad på Ro-Ro- och bilfärjetrafik och har totalt 11 kajplatser. Den totala längden på kajerna är 2 000 meter. Terminalen sysselsätter 135 personer.
Skandinavienkai betjänar främst tyska, svenska och finska fartyg, inklusive Finnlines passagerarfärjor (M/S Finnstar, M/S Finnmaid, M/S Finnlady, M/S Finnswan, M/S Finnpartner och M/S Finntrader).
Terminalens kontors- och servicebyggnad är ritad av den finske arkitekten Pekka Salminen.

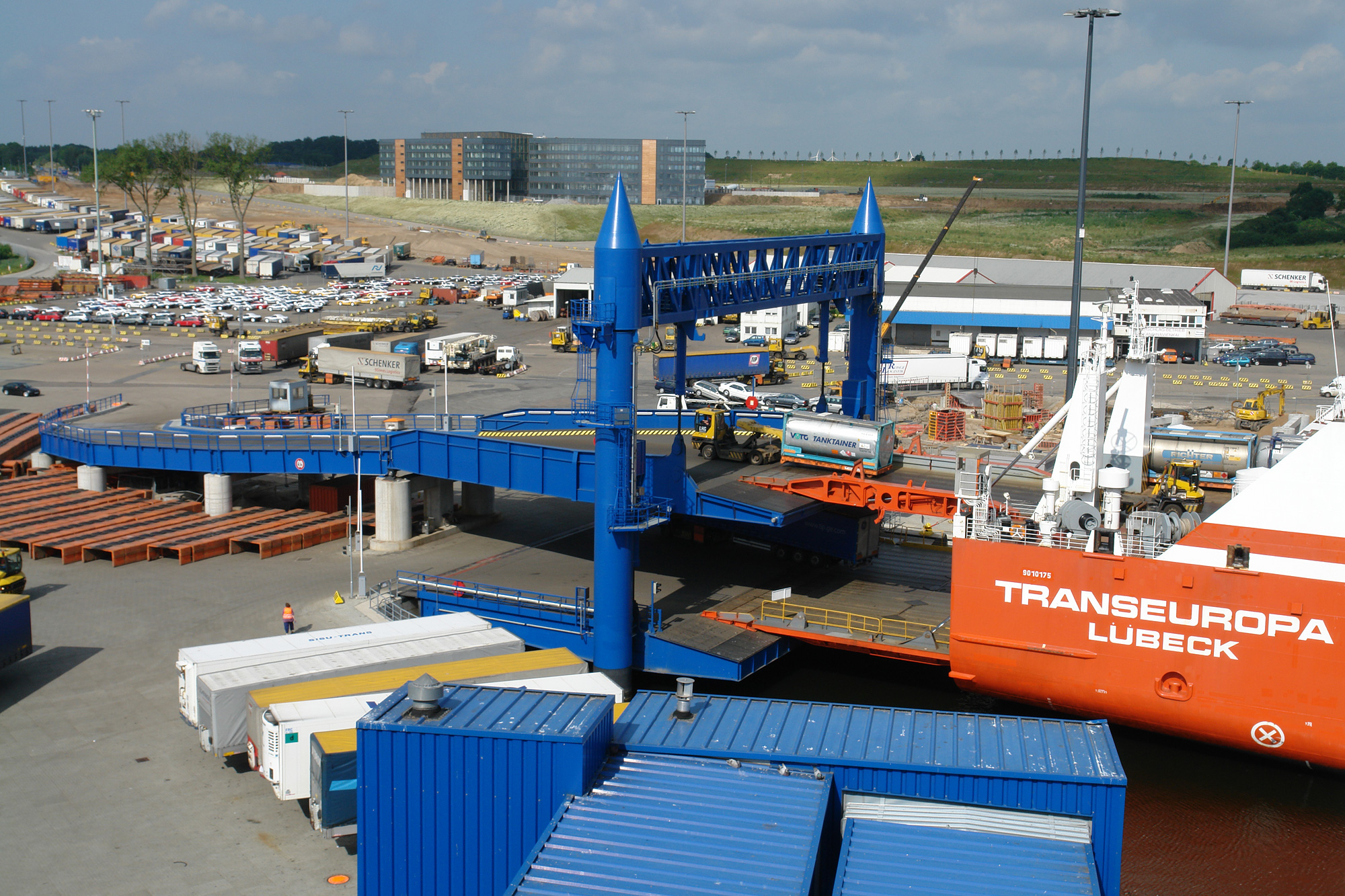
Hamnområdet. I bakgrunden en ny kontors- och servicebyggnad.

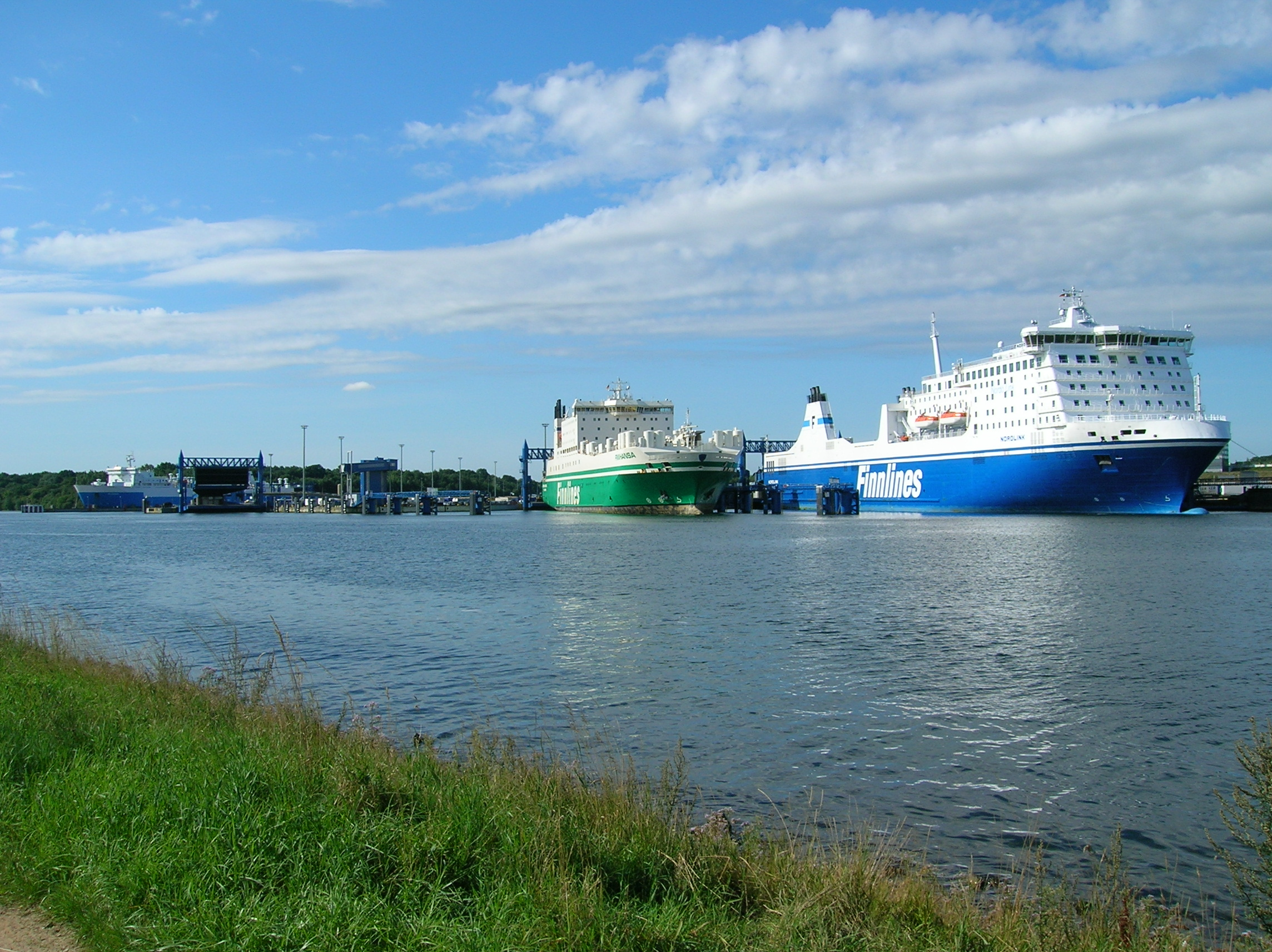
Tre Finnlines-färjor vid Skandinavienkai.

## Fartyg som trafikerar hamnen
| Fartygsvarv | Fartyg              | Rutt                   |
| ----------- | ------------------- | ---------------------- |
| TT-Line     | M/S Nils Holgersson | Travemünde–Trelleborg  |
| TT-Line     | M/S Peter Pan       | Travemünde–Trelleborg  |
| Finnlines   | M/S Finnlady        | Travemünde–Helsingfors |
| Finnlines   | M/S Finnmaid        | Travemünde–Helsingfors |
| Finnlines   | M/S Finnstar        | Travemünde–Helsingfors |
| Finnlines   | M/S Finnswan        | Travemünde–Malmö       |
| Finnlines   | M/S Finnpartner     | Travemünde–Malmö       |
| Finnlines   | M/S Finntrader      | Travemünde–Malmö       |
| Stena Line  | M/S Stena Flavia    | Travemünde–Liepāja     |
| Stena Line  | M/S Stena Livia     | Travemünde–Liepāja     |